# Saison 8 de NCIS : Enquêtes spéciales
Chronologie
Saison 7 Saison 9
Cet article présente le guide des épisodes de la huitième saison de la série télévisée NCIS : Enquêtes spéciales.

## Distribution

### Acteurs principaux
- Mark Harmon (VF : Hervé Jolly) : Leroy Jethro Gibbs
- Michael Weatherly (VF : Xavier Fagnon) : Anthony "Tony" DiNozzo Jr.
- Cote de Pablo (VF : Cathy Diraison) : Ziva David
- Pauley Perrette (VF : Anne O'Dolan) : Abigail Sciuto
- Sean Murray (VF : Adrien Antoine) : Timothy McGee
- Rocky Carroll (VF : Serge Faliu) : Leon Vance
- David McCallum (VF : Michel Le Royer) : Donald Mallard

### Acteurs récurrents et invités
- Brian Dietzen (VF : Christophe Lemoine) : Jimmy Palmer (1 à 4, 6, 10, 13 à 17, 19 à 21 et 23 à 24)
- Muse Watson : Michael Franks (épisodes 1, 23 et 24)
- Ralph Waite (VF : Jean-François Lalet) : Jackson Gibbs (épisode 1)
- Joe Spano (VF : Gérard Rinaldi) : Tobias Fornell (épisodes 3 et 19)
- Robert Wagner : Anthony DiNozzo Sr. (épisode 7)
- Catherine Dent : Whitney Sharp[1] (épisodes 8 et 9)
- Michael Nouri : Eli David (épisodes 8 et 9)
- Arnold Vosloo : Amit Hadar (épisodes 8 et 9)
- Lauren Holly (VF : Élisabeth Wiener) : Jennifer Shepard (flashback) (épisodes 9 et 14)
- Diane Neal : Agent spécial du CGIS Abigail Borin (épisode 11)
- Sasha Alexander (VF : Ariane Deviègue) : Caitlin Todd (flashback) (épisode 14)
- Rudolf Martin : Ari Haswari (épisode 14)
- Wendy Makkena : Dr Rachel Cranston (épisode 14)
- Sarah Jane Morris : Agent Spécial Erica Jane « E. J. » Barrett (épisode 17 à 24)
- Enrique Murciano : Ray Cruz (épisodes 20 et 24)
- Scott Grimes : Détective Danny Price[2] (épisode 22)
- David Dayan Fisher : Trent Thomas Kort (épisodes 23 et 24)
- Jude Ciccolella : SecNav Phillip Davenport (épisode 24)

## Production
La huitième saison, est composée de 24 épisodes, elle a été diffusée sur le réseau CBS entre le 21 septembre 2010 et le 17 mai 2011.
Au Canada, elle a été diffusée les mercredis, soit environ 24 heures après la diffusion aux États-Unis, afin de diffuser la série Glee en simultané, sauf durant les pauses de Glee
En France, la diffusion a débuté le 11 février 2011 sur M6, a été arrêtée le 11 mars 2011, après cinq épisodes, et a repris le 9 septembre 2011 jusqu'au 2 mars 2012.
Au Québec, les épisodes ont été diffusés entre le 29 août 2011 et le 24 septembre 2011 sur Historia.
En Belgique, la saison est diffusée du 26 octobre 2011 au 11 janvier 2012.
Brian Dietzen, Joe Spano, Robert Wagner, David Dayan Fisher et Muse Watson sont revenus en tant que récurrents dans un ou plusieurs épisodes de cette saison.

## Épisodes

### Épisode 1:L'Araignée et la Mouche
- États-Unis : 21 septembre 2010 sur CBS
- Canada : 22 septembre 2010 sur Global
- Suisse : 10 février 2011 sur Télévision suisse romande
- France : 11 février 2011[6] sur M6
- Québec : 29 août 2011 sur Historia
- Belgique : 26 octobre 2011 sur RTL-TVI[7]

- États-Unis : 19,41 millions de téléspectateurs[8]
- Canada : 0,93 million de téléspectateurs[9]
- France : 6,06 millions de téléspectateurs (24,2 % de pda*)
- Belgique : 0,61 million de téléspectateurs (30,9 % de pda*)

- Brian Dietzen : Jimmy Palmer (1/16)
- Ralph Waite : Jackson Gibbs
- Muse Watson : Michael Franks (1/3)
- Marco Sanchez : Alejandro Rivera
- Jacqueline Obradors : Paloma Reynosa

- Cet épisode met fin au fil rouge de la saison 7 et en amorce un nouveau à la fin de l'épisode.
- Le directeur du Mossad, Eli David – également le père de Ziva – est mentionné dans cet épisode.

### Épisode 2:Le Sang des méchants
- États-Unis : 28 septembre 2010 sur CBS
- Canada : 29 septembre 2010 sur Global
- Suisse : 17 février 2011 sur Télévision suisse romande
- France : 18 février 2011 sur M6
- Québec : 30 août 2011 sur Historia
- Belgique : 26 octobre 2011 sur RTL-TVI[7]

- États-Unis : 19,15 millions de téléspectateurs[10]
- France : 5,86 millions de téléspectateurs[11] (23,2 % de pda*)
- Belgique : 0,57 million de téléspectateurs (34,2 % de pda*)

- Brian Dietzen : Jimmy Palmer (2/16)
- Sam Anderson : Walter Carmichael
- William Devane : Nicolas Mason
- Jp Hubell : Nick Mason Jr.
- Zack Lively : Conrad Zuse
- Rebecca Lowman : Lisa Mason
- David Magidoff : Michael Seelus
- Sadie Calvano : Rebecca Mason
- Elizabeth Wright Shapiro : Sarah Knox

### Épisode 3:L'Effet d'une bombe
- États-Unis : 5 octobre 2010 sur CBS
- Canada : 6 octobre 2010 sur Global
- Suisse : 24 février 2011 sur Télévision suisse romande
- France : 25 février 2011 sur M6
- Québec : 31 août 2011 sur Historia
- Belgique : 2 novembre 2011 sur RTL-TVI

- États-Unis : 19,81 millions de téléspectateurs[12]
- France : 5,74 millions de téléspectateurs (22,6 % de pda*)
- Belgique : 0,60 million de téléspectateurs (31,9 % de pda*)
- Québec : 0,20 million de téléspectateurs (record d'écoute pour la chaîne Historia) [13]

- Brian Dietzen : Jimmy Palmer (3/16)
- Abby Brammell : Heather Dempsey, la démineuse
- Robert Curtis Brown : Gary Tolin
- Lorenzo Callender : Gene Abbott
- Jacqueline Hahn : Kathy Tolin
- Benjamin King : Ron Sands
- David Sullivan : Larry Krone
- Joe Spano : Tobias C. Fornell (1/2)
- Larry Herron : Jason Kelly
- Rayna Tharani : Mary Roberts
- Zach Weinstein : Judd Dempsey

### Épisode 4:Un parfum de thé
- États-Unis : 12 octobre 2010 sur CBS
- Canada : 13 octobre 2010 sur Global
- Suisse : 3 mars 2011 sur Télévision suisse romande
- France : 4 mars 2011 sur M6
- Québec : 1er septembre 2011 sur Historia
- Belgique : 2 novembre 2011 sur RTL-TVI

- États-Unis : 19,20 millions de téléspectateurs[14]
- France : 6,00 millions de téléspectateurs[15] (24,1 % de pda*)
- Belgique : 0,58 million de téléspectateurs (33,8 % de pda*)

- Brian Dietzen : Jimmy Palmer (4/16)
- Kristen Ariza : Loretta Tennison
- Ron Bottitta : William Jamison
- Jamie Elman : agent immobilier
- Daniel Gillies : Peter Malloy
- Tracy Middendorf : Tara Bick
- John T. Woods : Jason Crosby
- Chris Jarvis : Ingénieur

### Épisode 5:Fréquence meurtre
- États-Unis /  Canada : 19 octobre 2010 sur CBS / Global
- Suisse : 10 mars 2011 sur Télévision suisse romande
- France : 11 mars 2011 sur M6
- Québec : 2 septembre 2011 sur Historia
- Belgique : 9 novembre 2011 sur RTL-TVI

- États-Unis : 19,41 millions de téléspectateurs[16]
- Canada : 2,34 millions de téléspectateurs[17]
- France : 4,36 millions de téléspectateurs (15,6 % de pda* ; derrière « Les Restos du Cœur » qui font 12 millions)
- Belgique : 0,58 million de téléspectateurs (31,4 % de pda*)

- Nadia Björlin : Brittany
- Robyn Cohen : Annie Nelson
- Cokey Falkow : Deeter Johanson
- Eli Goodman : Adam Gator
- Sarah Manninen : Hannah Gator
- Jackson Hurst : Zach Nelson
- Michael Monks : Matt Lane
- George Newbern : Arthur Haskell
- Madisen Beaty : Kristen Haskell
- Michael Duvert : Walter Daniels

### Épisode 6:De l'ordre dans le chaos
- États-Unis : 26 octobre 2010 sur CBS
- Canada : 27 octobre 2010 sur Global
- Suisse : 17 mars 2011 sur Télévision suisse romande
- Québec : 3 septembre 2011 sur Historia
- France : 9 septembre 2011 sur M6[5].
- Belgique : 9 novembre 2011 sur RTL-TVI

- États-Unis : 20,18 millions de téléspectateurs[18]
- Canada : 0,89 million de téléspectateurs[19]
- France : 5,16 millions de téléspectateurs (20,7 % de pda*, 2e meilleure audience, derrière Koh-Lanta)[20],[21]
- Belgique : 0,55 million de téléspectateurs (34,4 % de pda*)

- Brian Dietzen : Jimmy Palmer (5/16)
- Meredith Monroe : April Ferris
- Brennan Elliott : Martin Stillwell
- Robin Pearson Rose : Lorrain Thorson
- Raphael Sbarge : Rupert Kritzer
- Steven Anderson : Professor Daniel Redner

### Épisode 7:Broken Arrow / La Flèche brisée
- États-Unis : 9 novembre 2010 sur CBS
- Canada : 10 novembre 2010 sur Global
- Suisse : 24 mars 2011 sur Télévision suisse romande
- Québec : 5 septembre 2011 sur Historia
- France : 16 septembre 2011 sur M6
- Belgique : 16 novembre 2011 sur RTL-TVI

- États-Unis : 19,87 millions de téléspectateurs[22]
- Canada : 0,89 million de téléspectateurs[23]
- France : 5,14 millions de téléspectateurs (20,3 % de pda*, 2e meilleure audience, derrière Koh-Lanta)[24]
- Belgique : 0,53 million de téléspectateurs (31,3 % de pda*)

- Robert Wagner : Anthony DiNozzo Sr.
- Bruce Boxleitner : C. Clifford Chase
- Cameron Daddo : Dan Mayfield
- Samm Levine : Fred Seymour
- Toby Meuli : Chauffeur
- Musetta Vander : Julia Merriweather
- Tamer Hassan : Agah Bayar
- Kal Weber : Theo Gaston

### Épisode 8:Ennemis intimes (1repartie) / Lointains Ennemis
- États-Unis : 16 novembre 2010 sur CBS
- Canada : 17 novembre 2010 sur Global
- Suisse : 31 mars 2011 sur Télévision suisse romande
- Québec : 6 septembre 2011 sur Historia
- France : 23 septembre 2011 sur M6
- Belgique : 23 novembre 2011 sur RTL-TVI

- États-Unis : 19,43 millions de téléspectateurs[25]
- Canada : 0,84 million de téléspectateurs[26]
- France : 5,41 millions de téléspectateurs (21,3 % de pda*, 2e meilleure audience, derrière Koh-Lanta)[27]
- Belgique : 0,61 million de téléspectateurs (33,6 % de pda*)

- Michael Nouri : Eli David (1/2)
- Arnold Vosloo : Amit Hadar

- Jennifer Shepard, l'ancienne directrice du NCIS, morte dans la saison 5 est mentionnée dans cet épisode.
- Tom Morrow, l'ancien directeur du NCIS est mentionné dans cet épisode.

### Épisode 9:Ennemis intimes (2epartie)/Tuer Vance
- États-Unis : 23 novembre 2010 sur CBS
- Canada : 24 novembre 2010 sur Global
- Suisse : 7 avril 2011 sur Télévision suisse romande
- Québec : 7 septembre 2011 sur Historia
- France : 30 septembre 2011 sur M6
- Belgique : 23 novembre 2011 sur RTL-TVI

- États-Unis : 18,77 millions de téléspectateurs[28]
- Canada : 0,74 million de téléspectateurs[29]
- France : 5,24 millions de téléspectateurs (20,6 % de pda*, 2e meilleure audience, derrière Koh-Lanta)[30]
- Belgique : 0,61 million de téléspectateurs (34,2 % de pda*)

- Michael Nouri : Eli David (2/2)
- Lauren Holly : Jennifer Shepard
- Oren Dayan : Karif Tasin
- Catherine Dent : Whitney Sharp
- Sarai Givaty : Liat Tuvia
- Stan Ivar : Ben Robinson
- Andrew Kirsanov : le Russe
- Michael O'Neill : Riley McCallister
- Éric James Ramey : Nolan Cooper
- Arnold Vosloo : Amit Hadar

- Un lien est fait avec l'épisode 14 de la saison 5.
- Cet épisode a un lien avec la mission que Gibbs a effectuée à Paris avec Jennifer Shepard et l'agent spécial Decker.

### Épisode 10:Un témoin gênant
- États-Unis : 14 décembre 2010 sur CBS
- Canada : 15 décembre 2010 sur Global
- Suisse : 1er septembre 2011 sur Télévision suisse romande
- Québec : 8 septembre 2011 sur Historia
- France : 14 octobre 2011 sur M6
- Belgique : sur RTL-TVI

- États-Unis : 19,87 millions de téléspectateurs[31]
- Canada : 0,71 million de téléspectateurs[32]
- France : 6,08 millions de téléspectateurs (22,5 % de pda)

- Brian Dietzen : Jimmy Palmer (6/16)
- Annie Wersching : Attorney Gail Wash
- Joe Adler : Mathhew Gray
- James Carpinello : Smitty Brown
- Jamie McShane : Samuel Hayes
- Ben Tolpin : Jerry Neisler
- Jeffrey Thomas Border : Nog Drinker

### Épisode 11:Mort au Long Cours
- États-Unis /  Canada : 11 janvier 2011 sur CBS / Global
- Suisse : 1er septembre 2011 sur Télévision suisse romande
- Québec : 9 septembre 2011 sur Historia
- France : 21 octobre 2011 sur M6
- Belgique : 16 novembre 2011 sur RTL-TVI

- États-Unis : 21,93 millions de téléspectateurs[33]
- Canada : 2,54 millions de téléspectateurs[34]
- France : 5,70 millions de téléspectateurs (21,3 % de pda*, 2e meilleure audience, derrière Koh-Lanta)[35]
- Belgique : 0,52 million de téléspectateurs (31,4 % de pda*)

- Diane Neal : Agent CGIS Abigail Borin
- Wes Brown : Patrick Nolan
- Tiffany Dupont : Kimberly Nolan
- Patch Darragh : Tom Adams
- Gino Anthony Pesi : Doug Fisher

### Épisode 12:Tourner une page / Ne rien demander, ne rien dire
- États-Unis /  Canada : 18 janvier 2011 sur CBS / Global
- Suisse : 8 septembre 2011 sur Télévision suisse romande
- Québec : 10 septembre 2011 sur Historia
- France : 28 octobre 2011 sur M6
- Belgique : 30 novembre 2011 sur RTL-TVI

- États-Unis : 21,09 millions de téléspectateurs[36]
- Canada : 2,35 millions de téléspectateurs[37]
- France : 5,13 millions de téléspectateurs (19,5 % de pda*, 2e meilleure audience, derrière Koh-Lanta)[38]
- Belgique : 0,46 million de téléspectateurs (24 % de pda*)

- Sean Blakemore : Jerome Carr
- Andi Carnick : Penny Block
- Jonathan Goldstein : Glenn Block
- Tonja Kahlens : Nina Craig
- Chad Michael Collins : Simon Craig
- Bob Newhart : Walter Magnus
- John Posey : Lance Simmons
- Guy Wilson : Paul Simmons
- Seri DeYoung : Allison

### Épisode 13:Sous emprise /DrWootenetMrHyde
- États-Unis /  Canada : 1er février 2011 sur CBS / Global
- Suisse : 8 septembre 2011 sur Télévision suisse romande
- Québec : 12 septembre 2011 sur Historia
- France : 4 novembre 2011 sur M6
- Belgique : 30 novembre 2011 sur RTL-TVI

- États-Unis : 22,85 millions de téléspectateurs[39]
- Canada : 2,24 millions de téléspectateurs[40]
- France : 6 millions de téléspectateurs (21,6 % de Pda*) [41]
- Belgique : 488 800 téléspectateurs (28,9 % de pda*)

- Christina Cox (Sergent-artilleur des Marines Georgia Wooten)
- Thomas Calabro (Len Feeney)
- Aaron D. Spears (Major des Marines Michael Strickland)
- Olivia Taylor Dudley (Jancey Gilroy)
- Brian Dietzen (Jimmy Palmer) 7/16

### Épisode 14:Des hommes d'honneur/Qui sommes-nous?
- États-Unis : 8 février 2011 sur CBS
- Canada : 9 février 2011 sur Global
- Québec : 13 septembre 2011 sur Historia
- Suisse : 15 septembre 2011 sur Télévision suisse romande
- France : 25 novembre 2011 sur M6
- Belgique : 7 décembre 2011 sur RTL-TVI

- États-Unis : 20,35 millions de téléspectateurs[42]
- France : 6,03 millions de téléspectateurs (21,9 % de pda*, 2e meilleure audience, derrière Koh-Lanta)[43]
- Belgique : 623 000 téléspectateurs (33,3 % de pda*)

- Brian Dietzen (Jimmy Palmer) 8/16
- Wendy Makkena (Dr Rachel Cranston)
- Rudolf Martin (Ari Haswari)
- Lauren Holly (Jennifer Shepard)
- Sasha Alexander (Caitlin Todd)

### Épisode 15:Défiance/Soupçons
- États-Unis : 15 février 2011 sur CBS
- Canada : 16 février 2011 sur Global
- Québec : 14 septembre 2011 sur Historia
- Suisse : 15 septembre 2011 sur Télévision suisse romande
- France : 2 décembre 2011 sur M6
- Belgique : 7 décembre 2011 sur RTL-TVI

- États-Unis : 19,4 millions de téléspectateurs[44]
- Canada : 678 000 téléspectateurs[45]
- France : 6,39 millions de téléspectateurs (23,2 % de pda*, 2e meilleure audience, derrière Koh-Lanta)[46]
- Belgique : 645 300 téléspectateurs (38,3 % de pda*)

- Brian Dietzen (Jimmy Palmer) 9/16
- Lorraine Toussaint (Deputy Director Donna Wolfson)
- Elena Satine (Adriana Gorgova)
- Randy Oslesby (Army Brigadier General Scott Oliver)
- Ray Laska (Defense Minister Andor Gorgova)
- Christopher Redman (Carl Fleming)
- Nick Eversman (Judd Stern)
- Kevin Cahoon (en) (Joe Don Wynn)
- Dave Monahan (Regional Security Officer Randy Stimson)
- Teddy Saunders (Young Man)
- Sarah Edwards (Nurse Samantha)

### Épisode 16:Game over/L'Écran tueur
- États-Unis : 22 février 2011 sur CBS
- Canada : 23 février 2011 sur Global
- Québec : 15 septembre 2011 sur Historia
- France : 9 décembre 2011 sur M6
- Belgique : 14 décembre 2011 sur RTL-TVI
- Suisse : sur Télévision suisse romande

- États-Unis : 21,32 millions de téléspectateurs[47]
- Canada : 673 000 téléspectateurs[48]
- France : 6 millions de téléspectateurs (22,0 % de pda*, 2e meilleure audience, derrière Koh-Lanta)[49]
- Belgique : 510 000 téléspectateurs (28,1 % de pda*)

- Beth Riesgraf (Maxine Edwards)
- Brian Dietzen (Jimmy Palmer) 10/16

### Épisode 17:Le Dernier Casse/Le Dernier Coup
- États-Unis /  Canada : 1er mars 2011 sur CBS / Global
- Québec : 16 septembre 2011 sur Historia
- Belgique : 14 décembre 2011 sur RTL-TVI
- France : 6 janvier 2012 sur M6

- États-Unis : 19,21 millions de téléspectateurs[50]
- Canada : 2,175 millions de téléspectateurs[51]
- France : 6,5 millions de téléspectateurs (24,4 % de pda*, meilleure audience)[52],[53]
- Belgique : 436 100 téléspectateurs (28,1 % de pda*)

- Sarah Jane Morris (Agent du NCIS Erica Jane Barrett) 1/8
- Brian Dietzen (Jimmy Palmer) 11/16

### Épisode 18:Œdipe et le roi
- États-Unis /  Canada : 22 mars 2011 sur CBS / Global
- Québec : 17 septembre 2011 sur Historia
- Belgique : 21 décembre 2011 sur RTL-TVI
- France : 13 janvier 2012 sur M6

- États-Unis : 19,46 millions de téléspectateurs[56]
- Canada : 2,324 millions de téléspectateurs[57]
- France : 6,39 millions de téléspectateurs (24,3 % de pda*)[58]
- Belgique : 527 300 téléspectateurs (27,8 % de pda*)[59]

- Sarah Jane Morris (Agent du NCIS Erica Jane Barrett) 2/8
- Cameron Monaghan (Nick Peyton)

### Épisode 19:Opération «Chant d’oiseau»/Mission chant d'oiseau
- États-Unis : 29 mars 2011 sur CBS
- Canada : 30 mars 2011 sur Global
- Québec : 19 septembre 2011 sur Historia
- Belgique : 28 décembre 2011 sur RTL-TVI
- France : 20 janvier 2012 sur M6

- États-Unis : 18,73 millions de téléspectateurs[60]
- Canada : 630 000 téléspectateurs[61]
- France : 6,67 millions de téléspectateurs (25 % de pda*) [62]
- Belgique : 571 300 téléspectateurs (30,9 % de pda*) [63]

- Joe Spano (Tobias Fornell) 2/2
- Brian Dietzen (Jimmy Palmer) 12/16
- Carl Lumbly (Navy Rear Admiral Beau Hindley)
- Troy Winbush (Former Marine 1st Lieutenant Sam Keeler)
- John Lavelle (Derrick Archer)
- Rebecca Tilney (Madeline Dumont)
- Melissa Farman (Alexis Ross)
- Josie Loren (Jane)
- Eric E. Beck (Scott)
- Alejandro Pina (EMT Jonny)
- Sarah Jane Morris (Agent du NCIS Erica Jane Barrett) 3/8

### Épisode 20:Le Tueur de port en port
- États-Unis /  Canada : 5 avril 2011 sur CBS / Global
- Québec : 20 septembre 2011 sur Historia
- Belgique : 28 décembre 2011 sur RTL-TVI
- France : 27 janvier 2012 sur M6

- États-Unis : 19,4 millions de téléspectateurs[64]
- Canada : 2,228 millions de téléspectateurs[65]
- France : 6,81 millions de téléspectateurs (26,2 % de pda*)[66]
- Belgique : 557 200 téléspectateurs (31,7 % de pda*) [67]

- Enrique Murciano (Ray Cruz)
- Sarah Jane Morris (E.J. Barrett) 4/8
- Brian Dietzen (Jimmy Palmer) 13/16

### Épisode 21:La Mort aux deux visages
- États-Unis : 12 avril 2011 sur CBS
- Canada : 13 avril 2011 sur Global
- Québec : 21 septembre 2011 sur Historia
- Belgique : 4 janvier 2012 sur RTL-TVI
- France : 3 février 2012 sur M6

- États-Unis : 19,87 millions de téléspectateurs[68]
- Canada : 680 000 téléspectateurs[69]
- France : 6,6 millions de téléspectateurs (24,5 % de pda*) [70]
- Belgique : 682 300 téléspectateurs (35 % de pda*) [71]

- Sarah Jane Morris (E.J. Barrett) 5/8
- Brian Dietzen (Jimmy Palmer) 14/16

### Épisode 22:Baltimore
- États-Unis : 3 mai 2011 sur CBS
- Canada : 4 mai 2011 sur Global
- Québec : 22 septembre 2011 sur Historia
- Belgique : 4 janvier 2012 sur RTL-TVI
- France : 10 février 2012 sur M6

- États-Unis : 17,87 millions de téléspectateurs[72]
- Canada : 884 000 téléspectateurs[73]
- France : 6,97 millions de téléspectateurs (26,3 % de pda*) [74]
- Belgique : 693 100 téléspectateurs (36,7 % de pda*) [75]

- Scott Grimes (Détective Danny Price)
- Sean Cullen (Commandant Frank Raimey)
- Chad Lindberg (Joey Peanuts)
- Tim Kelleher (Agent du NCIS Christopher Pacci)
- Sarah Jane Morris (E.J. Barrett) 6/8

### Épisode 23:Adieu l'Ami/Le Chant du cygne
- États-Unis : 10 mai 2011 sur CBS
- Canada : 11 mai 2011 sur Global
- Québec : 23 septembre 2011 sur Historia
- Belgique : 11 janvier 2012 sur RTL-TVI
- France : 24 février 2012 sur M6

- États-Unis : 17,62 millions de téléspectateurs[76]
- France : 5,67 millions de téléspectateurs (21,3 % de pda*)[77]
- Belgique : 620 000 téléspectateurs (34,1 % de pda*) [78]

- Muse Watson (Mike Franks) 2/3
- David Dayan Fisher (Trent Kort) 1/2
- Kerr Smith (Jonas Cobb)
- Sarah Jane Morris (agent spéciale E.J Barret) 7/8
- Alimi Ballard (agent spécial du NCIS Gayne Levin)
- Matthew Willig (agent spécial du NCIS Simon Cade)
- Brian Dietzen (Jimmy Palmer) 15/16

### Épisode 24:À vos ordres/Frankenstein
- États-Unis : 17 mai 2011 sur CBS
- Canada : 18 mai 2011 sur Global
- Québec : 24 septembre 2011 sur Historia
- Belgique : 11 janvier 2012 sur RTL-TVI[79]
- France : 2 mars 2012 sur M6

- États-Unis : 18,62 millions de téléspectateurs[80]
- Canada : 1,069 million de téléspectateurs[81]
- France : 6,83 millions de téléspectateurs (25,9 % de pda*) [82]
- Belgique : 567 400 téléspectateurs (32 % de pda*) [83]

- Muse Watson (Mike Franks) 3/3
- David Dayan Fisher (Trent Kort) 2/2
- Sarah Jane Morris (agent spécial E.J. Barrett) 8/8
- Alimi Ballard (agent spécial du NCIS Gayne Levin)
- Matthew Willig (agent spécial du NCIS Simon Cade)
- Enrique Murciano (agent de la CIA Ray Cruz)
- Jude Ciccolella (SecNav Philip Davenport)
- Kerr Smith (Jonas Cobb)
- Brian Dietzen (Jimmy Palmer) 16/16

## Audiences

### En France
Cette saison a été suivie par 6 millions de téléspectateurs par épisode en moyenne.
En millions de téléspectateurs 

### Aux États-Unis
Pour cette saison, l'audience moyenne par épisode est de 19,7 millions de téléspectateurs, soit la plus haute des dix saisons,.

### Cotes d'écoute au Canada anglophone

#### Portrait global
- La moyenne de cette saison est d'environ 2,32 millions de téléspectateurs[Note 1].
- Pour le calcul de la moyenne, seulement les épisodes diffusés en substitution simultanée sont pris en compte pour avoir un portrait d'écoute le plus juste possible.
- Les données pour les deuxième, troisième, quatrième, quatorzième et vingt-troisième épisodes ne sont pas disponibles.

#### Données détaillées
| Numéro épisode | Titre original          | Titre québécois                | Diffuseur | Date de diffusion originale (2010-2011) | Heure         | Cotes d'écoute (en téléspectateurs) | Classement soirée | Classement semaine |
| -------------- | ----------------------- | ------------------------------ | --------- | --------------------------------------- | ------------- | ----------------------------------- | ----------------- | ------------------ |
| 1              | Spider and the Fly      | L’araignée et la mouche        | Global    | Mercredi 22 septembre 2010              | 21 h HE / HP  | 928 000                             | N/D               | N/D                |
| 2              | Worst Nightmare         | Le sang des méchants           | Global    | Mercredi 29 septembre 2010              | 21 h HE / HP  | N/D                                 | N/D               | N/D                |
| 3              | Short Fuse              | L’effet d’une bombe            | Global    | Mercredi 6 octobre 2010                 | 21 h HE / HP  | N/D                                 | N/D               | N/D                |
| 4              | Royals and Loyals       | Un parfum de thé               | Global    | Mercredi 13 octobre 2010                | 21 h HE / HP  | N/D                                 | N/D               | N/D                |
| 5              | Dead Air                | Fréquence meurtre              | Global    | Mardi 19 octobre 2010                   | 20 h HE / HP  | 2 345 000                           | 1                 | 6                  |
| 6              | Craked                  | De l’ordre dans le chaos       | Global    | Mercredi 27 octobre 2010                | 21h00 HE / HP | 893 000                             | N/D               | N/D                |
| 7              | Broken Arrow            | La flèche brisée               | Global    | Mercredi 10 novembre 2010               | 21h00 HE / HP | 889 000                             | N/D               | N/D                |
| 8              | Enemies Foreign         | Lointains ennemis              | Global    | Mercredi 17 novembre 2010               | 21h00 HE / HP | 842 000                             | N/D               | N/D                |
| 9              | Enemies Domestic        | Tuer Vance                     | Global    | Mercredi 24 novembre 2010               | 21h00 HE / HP | 737 000                             | N/D               | N/D                |
| 10             | False Witness           | Un témoin gênant               | Global    | Mercredi 15 décembre 2010               | 21h00 HE / HP | 712 000                             | N/D               | N/D                |
| 11             | Ships in the Night      | Meurtre au fil de l’eau        | Global    | Mardi 11 janvier 2011                   | 20h00 HE / HP | 2 540 000                           | 1                 | 3                  |
| 12             | Recruited               | Ne rien demander, ne rien dire | Global    | Mardi 18 janvier 2011                   | 20h00 HE / HP | 2 347 000                           | 1                 | 5                  |
| 13             | Freedom                 | Dr Wooten et Mr Hyde           | Global    | Mardi 1er février 2011                  | 20h00 HE / HP | 2 240 000                           | 1                 | 7                  |
| 14             | A Man Walks Into A Bar… | Qui sommes-nous ?              | Global    | Mercredi 9 février 2011                 | 21h00 HE / HP | N/D                                 | N/D               | N/D                |
| 15             | Defiance                | Soupçons                       | Global    | Mercredi 16 février 2011                | 21h00 HE / HP | 678 000                             | N/D               | N/D                |
| 16             | Kill Screen             | L’écran tueur                  | Global    | Mercredi 23 février 2011                | 21h00 HE / HP | 673 000                             | N/D               | N/D                |
| 17             | One Last Score          | Le dernier coup                | Global    | Mardi 1er mars 2011                     | 20h00 HE / HP | 2 175 000                           | 2                 | 8                  |
| 18             | Out of the Frying Pan   | Œdipe et le roi                | Global    | Mardi 22 mars 2011                      | 20h00 HE / HP | 2 324 000                           | 1                 | 8                  |
| 19             | Tell-All                | Mission chant d’oiseau         | Global    | Mercredi 30 mars 2011                   | 21h00 HE / HP | 630 000                             | N/D               | N/D                |
| 20             | Two-Faced               | Le tueur de port en port       | Global    | Mardi 5 avril 2011                      | 20h00 HE / HP | 2 228 000                           | 1                 | 7                  |
| 21             | Dead Reflexion          | La mort aux deux visages       | Global    | Mercredi 13 avril 2011                  | 21h00 HE / HP | 680 000                             | N/D               | N/D                |
| 22             | Baltimore               | Baltimore                      | Global    | Mercredi 4 mai 2011                     | 21h00 HE / HP | 884 000                             | N/D               | N/D                |
| 23             | Swan Song               | Le chant du cygne              | Global    | Mercredi 11 mai 2011                    | 21h00 HE / HP | N/D                                 | N/D               | N/D                |
| 24             | Pyramid                 | Frankeinstein                  | Global    | Mercredi 18 mai 2011                    | 21h00 HE / HP | 1 069 000                           | N/D               | N/D                |